# 雷納姆 (北卡羅萊納州)
雷納姆（英語：Raynham）是一個位於美國北卡羅萊納州羅伯遜縣的城鎮。

## 人口
根據2020年美國人口普查的數據，雷納姆的面積為0.32平方千米，皆為陸地。當地共有人口60人，而人口密度為每平方千米188人。